# La nave dei sogni - Viaggio di nozze
La nave dei sogni - Viaggio di nozze, conosciuta anche come Crociere di nozze (titolo originale: Kreuzfahrt ins Glück, ovvero "Crociera nella felicità") è una serie televisiva austro-tedesca prodotta dal 2006 dalla Polyphon Film-und Fernsehgesellschaft  e nata come spin-off della serie televisiva La nave dei sogni (Das Traumschiff). Tra gli interpreti principali, figurano Marcus Grüsser, Jessica Boehrs, Eva-Maria Grein, Patrik Fichte, Siegfried Rauch, Sascha Hehn e Heide Keller.
La serie si compone di 27 episodi della durata di 85 minuti.
In Germania, la serie è stata trasmessa dall'emittente televisiva ZDF. Il primo episodio è andato in onda il 1º gennaio 2007.
In Italia, la serie è stata mandata in onda da Raiuno e Raidue. Il primo episodio è stato trasmesso per la prima volta da Raiuno il 7 luglio 2011. Dal 15º episodio, il titolo della serie è stato cambiato in Crociere di nozze.

## Descrizione
Al centro della trama ci sono i due wedding planner a bordo della nave dei sogni (Deutschland e Amedea, rispettivamente). Accompagnano le coppie che dicono "sì" a bordo e poi iniziano la loro luna di miele nella rispettiva destinazione. Nei primi 14 e 10 episodi, rispettivamente, Marie Andresen (Eva-Maria Grein von Friedl) e Daniel Bergmann (Patrik Fichte) sono i due wedding planner. Entrambi gli attori sono diventati noti attraverso telenovelas trasmesse nel programma pomeridiano di ZDF. Grein ha interpretato il ruolo principale in Tessa – Life for Love, Fichte uno dei due ruoli principali in Bianca – Paths to Happiness.
Nell'episodio 12 (Luna di miele a Corfù), Marcus Grüsser assume il ruolo del wedding planner come Stefan Herbst. Jessica Boehrs sostituisce l'uscente Marie Andresen come Andrea Herbst dall'episodio 15 (Luna di miele in Australia). Stefan e Andrea sono sposati, ma vivono separati da anni. Il divorzio pianificato viene rimandato più e più volte perché entrambi non possono allontanarsi l'uno dall'altro all'inizio. Nell'episodio 20 (Luna di miele a Dubai), la nuova fidanzata di Stefan, Heidi (Marie Rönnebeck), appare come fotografa di matrimoni. Quando Stefan e Andrea si avvicinano di nuovo, Heidi rinuncia a Stefan e lascia la nave.
Durante la separazione definitiva da Andrea, Stefan deve cavarsela senza un partner negli episodi 22 (Luna di miele in Montenegro) e 23 (Luna di miele alla Loira), ma è attivamente supportato da sua madre Friedericke (Grit Boettcher). Tuttavia, sua figlia Laura (interpretata da Amy Mußul) si unisce alla squadra dall'episodio 24 (Luna di miele in Puglia). Dall'episodio 26 (Luna di miele in Sardegna), Tom Cramer (Jan Hartmann) veste i panni del wedding planner maschile. Nell'episodio 29, Laura è rappresentata da Betty Vogt (Caroline Frier).
Inoltre, l'equipaggio regolare della nave dei sogni può essere visto in ruoli secondari (Horst Naumann fino al 2010, Siegfried Rauch fino al 2013, Nick Wilder fino al 2020, Sascha Hehn fino al 2019, Heide Keller fino al 2017, Barbara Wussow dal 2018, Florian Silbereisen dal 2019 e Daniel Morgenroth dal 2020).

## Cast

### Attori principali
- Tom Cramer (dall'episodio 26-), interpretato da Jan Hartmann. È il wedding planner.
- Hanna Liebhold (dall'episodio 28-), interpretata da Barbara Wussow. È la direttrice dell'hotel.
- Max Parger (dall'episodio 30-), interpretato da Florian Silbereisen. È il capitano.
- Martin Grimm (dall'episodio 32-), interpretato da Daniel Morgenroth. È il capitano di Stato Maggiore.

### Attori usciti di scena
- Marie Andresen (1-14), interpretata da Eva-Maria Grein von Friedl. Wedding planner, fidanzata di Daniel
- Daniel Bergmann (1-10), interpretato da Patrik Fichte. Wedding planner, fidanzato di Marie
- Andrea Herbst (15-21), interpretata da Jessica Boehrs. Wedding planner, ex-moglie di Stefan
- Heidi Ehlers (20-21), interpretata da Marie Rönnebeck. Fotografa
- Friedericke Herbst (22-23), interpretata da Grinta Boettcher. Madre di Stefan
- Stefan Herbst (10-25), interpretato da Marcus Grusser. Wedding planner, padre di Laura, ex marito di Andrea.
- Laura Russo (24-28), interpretata da Amy Mußul. Wedding planner, figlia di Stefan
- Betty Vogt (episodio 29), interpretata da Caroline Frier. Wedding planner.
- Horst Schroder (1-11), interpretato da Horst Naumann. Medico di bordo
- Jakob Paulsen (1-17), interpretato da Siegfried Rauch. Capitano
- Beatrice von Ledebur (1-25), interpretata da Heide Keller. Capo Hostess
- Hamburger Viktor (19-29), interpretato da Sascha Hehn. Capitano
- Wolf Sander (13-31), interpretato da Nick Wilder. Medico di Bordo.

### Attori ospiti per ogni film

#### La nave dei sogni - Viaggio di nozze in Birmania (1 gennaio 2007)
- Tanja Marin-Claasen, interpretata da Luise Bähr
- Niels Claasen, interpretato da Oliver Clemens
- Peter Martin, interpretato da Walter Plathe
- Paul Buhler, interpretato da Günther Schramm
- Sonja Randers, interpretata da Renate Schroeter
- Katharina Claasen, interpretata da Gila von Weitershausen

#### La nave dei sogni - Viaggio di nozze in Nuova Zelanda (21 gennaio 2007)
- Peter Stadtler, interpretato da Oliver Bootz
- Benjamin Marks, interpretato da Marek Erhardt
- Andrea Clemens, interpretata da Eva Habermann
- Julia Marks, interpretata da Susanne Michel
- Stefan Clemens, interpretato da Daniel Morgenroth
- Patrick Marks, interpretato da Thure Riefenstein

#### La nave dei sogni - Viaggio di nozze in Arizona (2008)
- Barbara Severin, interpretata da Ursula Buschhorn